# Colombes

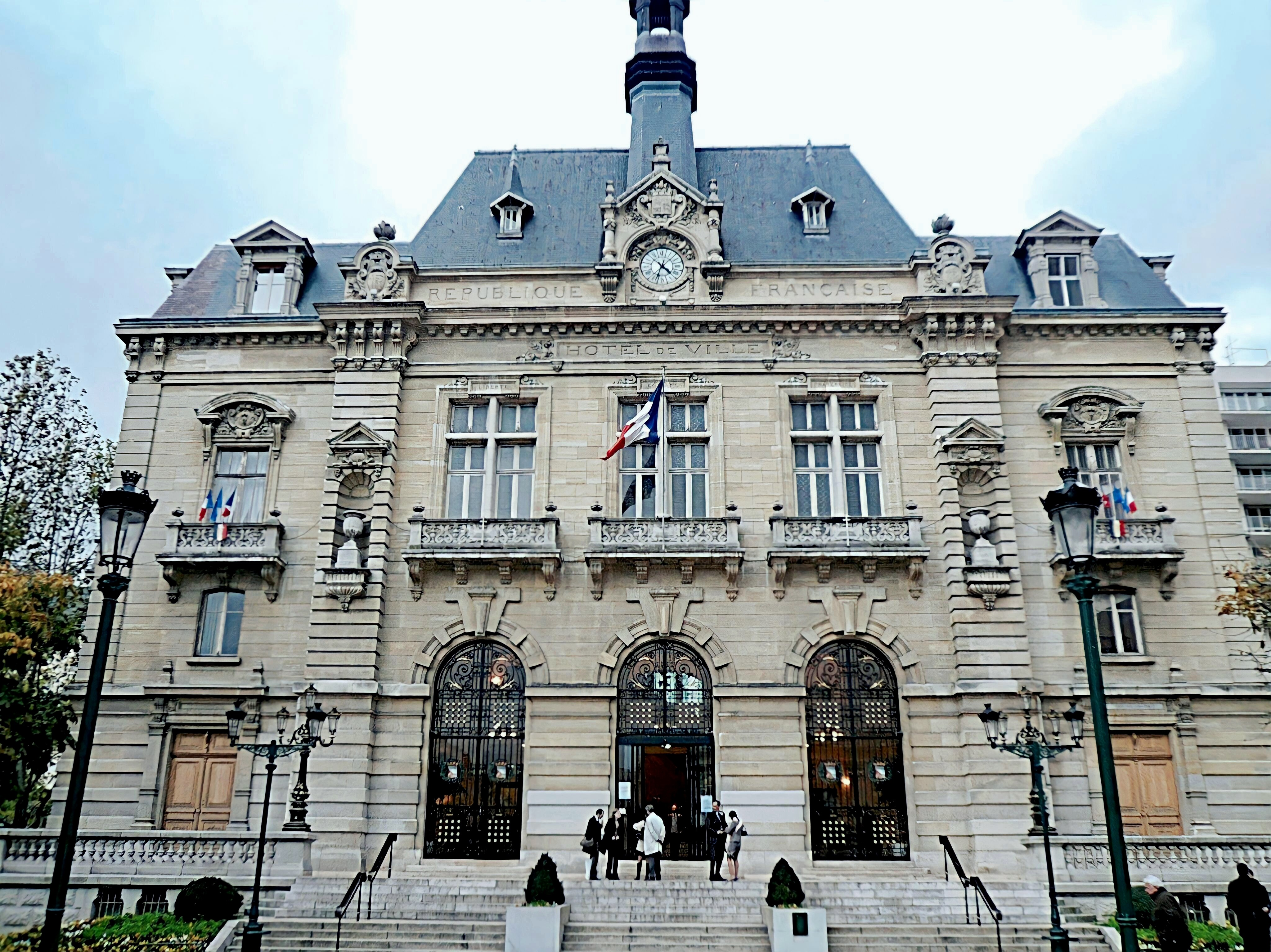
Primăria

Colombes este un oraș în Franța, în departamentul Hauts-de-Seine, în regiunea Île-de-France.

## Personalități născute aici
- Joyskim Dawa (n. 1996), fotbalist.

1. ↑  répertoire géographique des communes, accesat în 26 octombrie 2015
2. ↑  dataset of postal codes in France, 1 octombrie 2018